# 塗鴉

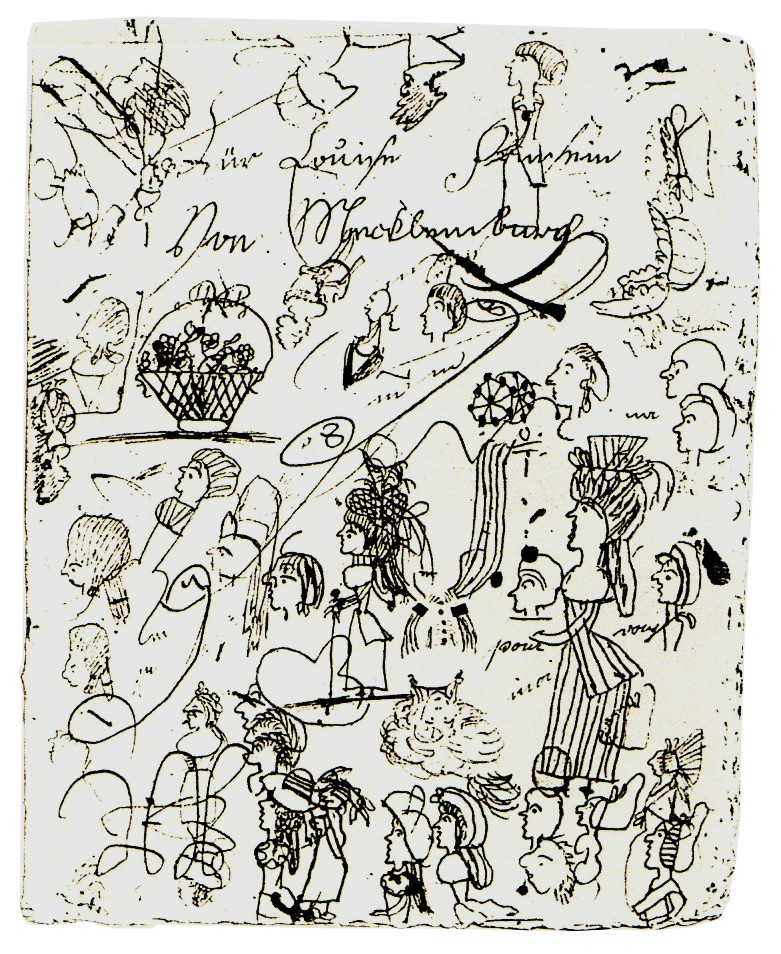
普鲁士路易丝皇后的涂鸦作品，绘于大约1795年

塗鴉(Doodle)是指一個人在紙上漫不經心或是任由想象力隨意描繪出的圖畫。「塗鴉」一詞作為"Doodle"的中譯時，此類作品通常為呈現在紙上隨意描繪的形式，可以有具體的表現意義，也可以只是由隨機和抽象的線條或形狀組成，在這種情況下，它通常被稱為塗鴉(Doodle)。
塗鴉最常與年幼的兒童聯繫在一起，因為他們缺乏手眼協調能力和較低的智力發育，通常使任何年幼的孩子都很難將他們的著色嘗試保持在主題的線條藝術範圍內。儘管如此，在成年人身上看到這種行為並不少見，在這種情況下，通常出於無聊而自然的發生。塗鴉的典型例子可以在學校課本、筆記本中找到，通常在頁邊空白處，由學生在課堂上做白日夢或失去興趣時所繪製。如果有笔和纸的话，其他常见的涂鸦例子是在长时间的电话交谈中产生的。
流行的涂鸦类型包括学校里的老师或同伴的卡通版本、著名的电视或漫画人物、虚构的人物、风景、几何形状、图案、纹理或阳具场景。 大多数涂鸦者一生中都会重新制作相同形状或类型的涂鸦。
而此種類型是以想像力的延伸為其最大特色，常見的描繪手法包括生長、重疊與融合三種繪製型式，一般廣為人知的風格包括禪繞畫(Zentangle)，目前世界上最廣為人知的塗鴉藝術家有Mr Doodle、Jon Burgerman等人。

## 历史
Doodle這個詞最早出現在 17 世紀初，意思是傻瓜或呆子。它可能源自德語Dudeltopf或Dudeldop，意思是傻瓜或麵條（字面意思是“睡帽”）。十八世紀初動詞to doodle的由來，意思是“詐騙或愚弄”。現代意義是指一個在辦公室裡什麼都不做，以犧牲選民利益為代價的政客。 這導致了更廣義的動詞“to doodle”，意思是什麼都不做。
在 1936 年的電影《迪茲先生進城》的最後法庭場景中，主角向一位不熟悉這個詞的法官解釋了“塗鴉”的概念，他說“人們在思考時會畫出最愚蠢的圖畫”。這個角色從佛蒙特州的一個虛構小鎮旅行過來，將塗鴉者這個詞描述為“我們在家鄉編造的名字”，供那些在頭腦中在紙上做出“愚蠢設計”的人使用在別的東西上。
歌曲名稱“Yankee Doodle ”中的意思是“傻瓜，傻瓜”，最初由美國獨立戰爭期間的英國殖民軍隊演唱。

## 形式
塗鴉為源自漫不經心所描繪出的圖像，常用於增進記憶及幫助緩解壓力的心理治療面向，繪圖的過程更面向自我，並允許想像力自由展開。塗鴉並無絕對的規則與對錯，通常以想像力的延伸、作品的緻密度、及線條與形狀的運用作為評價基準，而在追求畫面平衡與自然的狀態下，常見的塗鴉藝術繪圖方式包含下列幾種類型：
- 生長：將線條或形狀沿著上一個繪製出的線條或形狀邊緣，以局部平行方式，如同外框般增生成下一個形狀或物件。
- 重疊：將繪製出的物件後，不斷在其後方或前方畫出新物件，並逐漸填滿畫面的形式，常用於有角色或具體形狀物件的作品。
- 融合：一種將繪製出的圖形與另一個圖形局部相結合的繪圖擴展方式，使線條及物件間的連接變得更加自然。

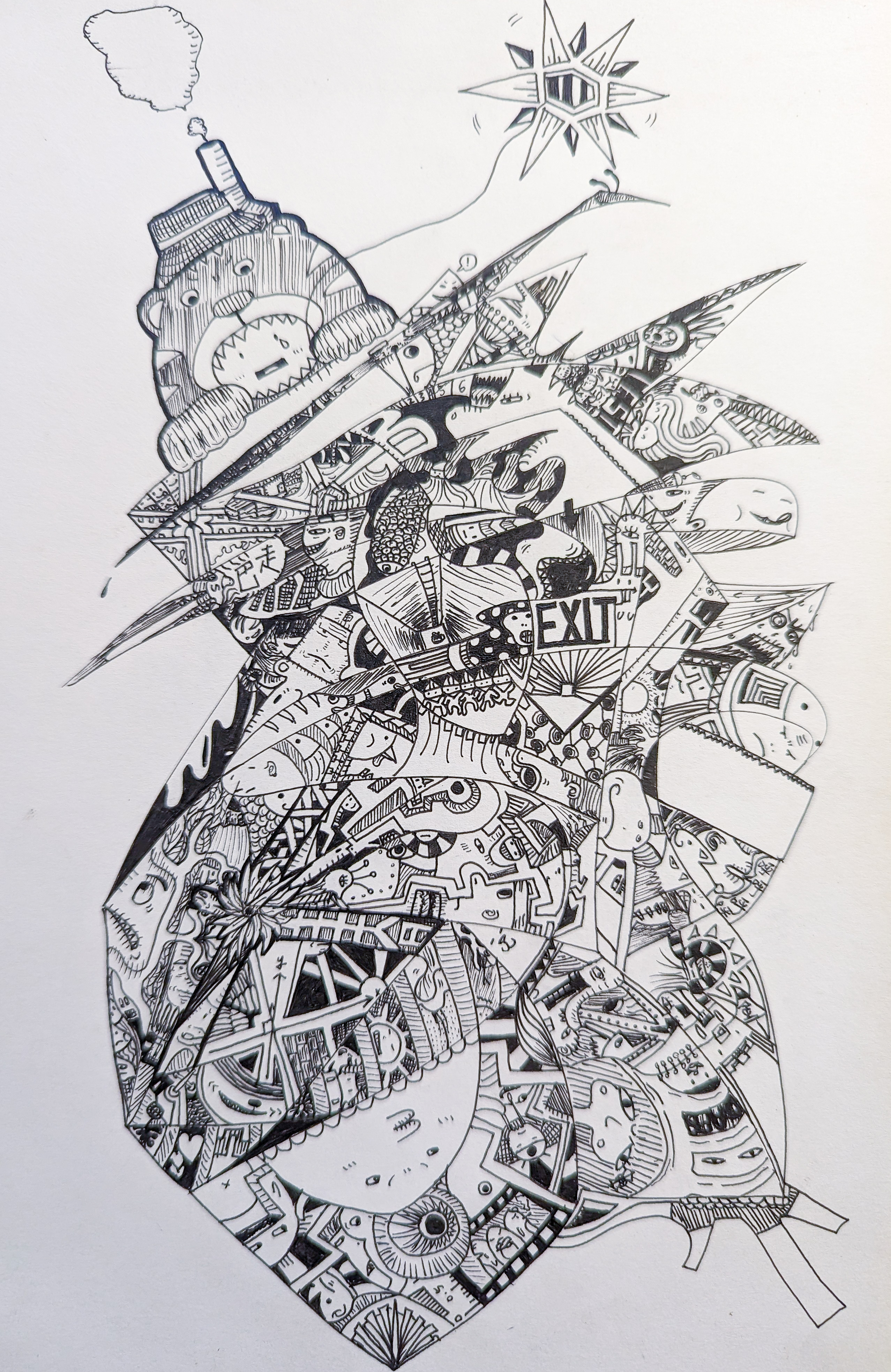
通常由巨量的線條及形狀組成的高密度作品風格，內容不一定需要有特定的主題，不拘束抽象或具象，但厲害的塗鴉(Doodle)藝術家可以其作品乘載非常高密度的想像力與故事。該作品由塗鴉藝術家DDT繪製。

### 禪繞畫(Zentangle)
禪繞畫(Zentangle)由一對美國夫妻芮克．羅伯茲(Rick Roberts)和瑪莉亞．湯瑪斯(Maria Thomas)共同創立，繪製的形式通常不會產生具體的對象，且可以由任何角度觀看作品，繪圖本身並無意義，而是遵循個人內心哲學，為一種結合冥想與塗鴉的藝術形式。